# Brayton–Joule-ciklus
A Brayton–Joule-ciklus, vagy Brayton–Joule-körfolyamat egy állandó nyomású termodinamikai körfolyamat, mely nevét George Brayton (1830–1892) amerikai mérnök után kapta, aki a körfolyamatot kidolgozta. A körfolyamatot először Barber javasolta 1791-ben. Az Ericsson-körfolyamat hasonló, azonban külső hőforrást alkalmaz és regenerátort is használ.

## Története
1872-ben George Brayton szabadalmat nyújtott be motorjára. A motor különálló dugattyús kompresszorral és dugattyús expanziós géppel működött. Az összesűrített levegőt belső égéssel felmelegítette és az expanziós gép hengerébe vezette. Ma a Brayton-körfolyamatot általában gázturbina valósítja meg, noha Brayton maga soha nem készített turbinát, csak dugattyús gépeket.
Mint minden más belsőégésű motor körfolyamata, a Brayton-ciklus is nyitott körfolyamat, a termodinamikai analízis folyamán azonban a hagyományosan felteszik, hogy a körfolyamat zárt, vagyis az expander után kiömlő gázokat visszaforgatják a kompresszorhoz.

## A modell
Egy Brayton-motor három részből áll:
- Gázkompresszorból,
- Keverőkamrából,
- Expanziós gépből

Az eredeti 19. századbeli Brayton-motor dugattyús kompresszora izentropikus kompressziót hajtott végre a környezetből beszívott levegőn. Az összenyomott levegő átáramlott a keverőkamrába, ahol tüzelőanyaggal keveredik állandó nyomáson, (izobár folyamat). A kompresszió során felmelegedett keverék az expanziós hengerben meggyullad, energia szabadul fel, majd az expanziós gép hengerébe jut, ahol  expandál egy újabb elméletileg izentrópikus folyamat során. Az expanziós gépből kinyert munka egy része a kompresszor hajtására fordítódik, melyet forgattyús mechanizmus közvetít. 
A Brayton-körfolyamatot újabban a gázturbinára alkalmazzák. Ennek ugyancsak három része van:
- Gázkompresszor
- Égőkamra
- Expanziós turbina.

Az ideális Brayton–Joule-körfolyamat:
- izentrópikus kompresszió - A környezetből beszívott levegőt a kompresszor összesűríti.
- izobár folyamat - Az összesűrített levegő az égőkamrába jut, ahol a beporlasztott tüzelőanyagot elégetik. Ez állandó nyomású állapotváltozás, mivel az égéstér mindkét vége nyitott.
- izentropikus állapotváltozás - a felmelegített és összenyomott levegő leadja energiáját a turbinákon keresztül leexpandálva. A turbina által kinyert munka egy része a kompresszor hajtására fordítódik.
- izobár állapotváltozás - Hőleadás az atmoszférába.

A valóságos Brayton-körfolyamat:
- adiabatikus állapotváltozás - kompresszió,
- izobár állapotváltozás - hőközlés,
- adiabatikus állapotváltozás - expanzió,
- izobár állapotváltozás - hőleadás

Mivel sem a kompresszió sem az expanzió nem lehet a valóságban izentropikus, az ebből származó veszteségek a kompresszorban és az expanziós gépben is rontják a hatásfokot. Általában a kompresszióviszony növelése a legközvetlenebb módja a teljesítmény növelésének.
Az 1. ábra és a 2. ábra az ideális Brayton-körfolyamatra vonatkozik. Az első azt mutatja, hogyan változik a körfolyamat hatásfoka a nyomásviszonnyal, a második pedig azt hogy a fajlagos teljesítmény hogy nő a gázturbina belépő hőmérséklete függvényében két különböző nyomásviszonyra.

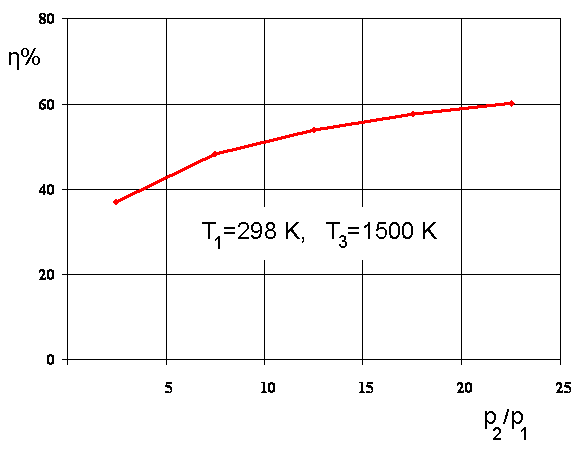
1. ábra: Brayton-ciklus hatásfoka a nyomásviszony függvényében

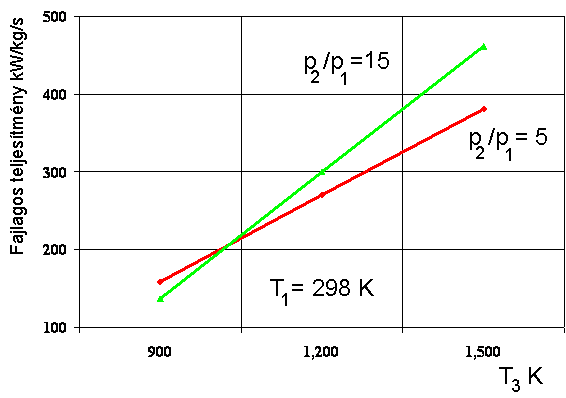
2. ábra: A Brayton-ciklus fajlagos teljesítménye a turbinába belépő gáz hőmérséklete függvényében

## Az ideális Brayton-körfolyamat hatásfoka
A termodinamikai hatásfok a hasznos munka és az ehhez felhasznált energia hányadosa. A Brayton-körfolyamatnál a hasznos munka a wh technikai munka, a felhasznált energia pedig a qbe bevezetett hő:
{\displaystyle \eta _{t}={\frac {w_{h}}{q_{be}}}={\frac {q_{be}-|q_{ki}|}{q_{be}}}}
A fenti mennyiségek kifejezhetők az entalpiák különbségével:
{\displaystyle \ q_{be}=h_{3}-h_{2}}
{\displaystyle \ q_{ki}=h_{4}-h_{1}}
Ideális kétatomos gázra a h fajlagos entalpia csak a hőmérséklet és az állandó nyomáson mért fajhő függvénye:
{\displaystyle \ \Delta h=c_{p}\Delta T}
Innen a termodinamikai hatásfok:
{\displaystyle \eta _{t}=1-{\frac {T_{4}-T_{1}}{T_{3}-T_{2}}}=1-{\frac {T_{1}}{T_{2}}}=1-{\bigg (}{\frac {p_{1}}{p_{2}}}{\bigg )}^{\frac {\kappa -1}{\kappa }}}
A fentiek csak ideális gázra igazak, ahol értelmezhető az izentropikus állapotváltozás, és mechanikai veszteségek sem lépnek fel.

## A hatásfoknövelés módszerei
A következő módon lehet növelni a Brayton-gépek (gázturbinák) hatásfokát:
- Újrahevítés, mely esetben a munkaközeg (amely az esetek többségében levegő) expandál a turbinán, közben a hőmérséklete csökken, ahogy energiát ad át a turbinának, majd áthalad egy másik égéstéren, mielőtt a második turbinán is expandálva a szabadba jut. Ennek a megoldásnak az előnye , hogy növelni lehet a teljesítményt egy adott nyomásviszony és legnagyobb gázhőmérséklet esetén anélkül, hogy a szerkezeti anyagok hőállóságát növelni kellene. A hatásfok azért növekszik, mert a körfolyamat közepes hőmérséklete növekszik, közelebb kerül a Carnot-ciklushoz. (Ezt a megoldást nem szabad összetéveszteni a vadászrepülőgépek gázturbináinál szokásos utánégető alkalmazásával, ami szintén további üzemanyagbevitelt jelent, az szintén növeli a teljesítményt, de lényegesen rontja a hatásfokot.)
- Hűtés a kompresszor-fokozatok között, ennél a megoldásnál a kompresszor egyes fokozatai között a levegőt hőcserélőn vezetik át, melyben lehűtik, ezzel a levegő fajtérfogata csökken és így csökken a kompresszor hajtására szolgáló munka.
- Hőviszanyerés (Regeneratív előmelegítés), ekkor a munkaközeget a turbinából kilépő még meleg gázzal előmelegítik egy hőcserélőn keresztül közvetlenül az égéstérbe való belépés előtt. Ez a megoldás a hőveszteségek csökkentésével növeli a hatásfokot, csökkenti a fajlagos üzemanyagfelhasználást.
- A gázturbinát a kombinált ciklusú erőművek egyik feleként alkalmazzák. Ennél a megoldásnál a gázturbinából kilépő forró gázokkal egy Rankine-ciklus hőbevezetését oldják meg, így lényeges hatásfokjavulás érhető el. Az eddig épített legnagyobb stabil gázturbina a Siemens SGT5-8000H 340 MW teljesítményű gázturbinája, mely egy 530 MW összteljesítményű kombinált ciklusú erőmű részeként működik. Az erőmű hatásfoka több mint 60%.[2]
- A hőszolgáltató rendszernél a gázturbinából kilépő forró gázok egyébként veszteségként jelentkező hőenergiáját gőztermelésre, vagy melegvíztermelésre (fűtésre) fordítják.

Az alábbi ábra jelölései: K―kompresszor, T―turbina, É―égéstér, H-hőcserélő, R-regeneretív előmelegítő.

Különböző gázturbina elrendezések
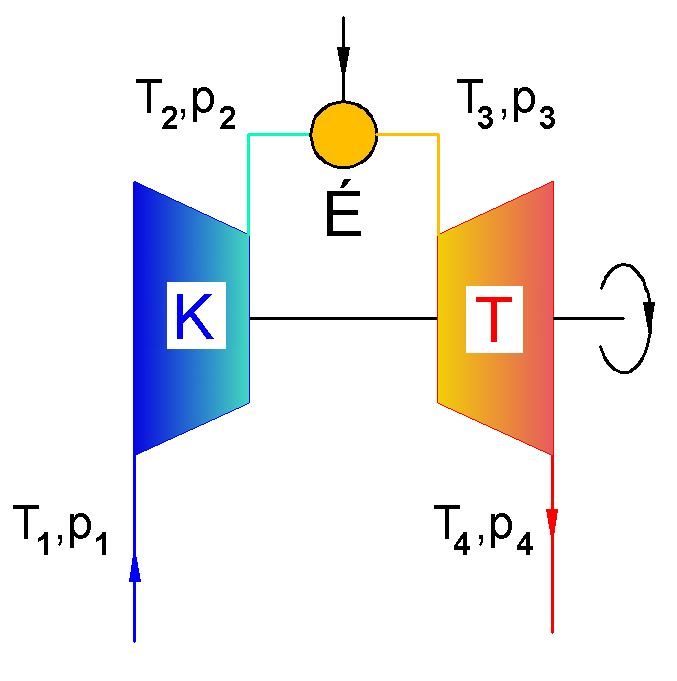
Egyszerű gázturbina
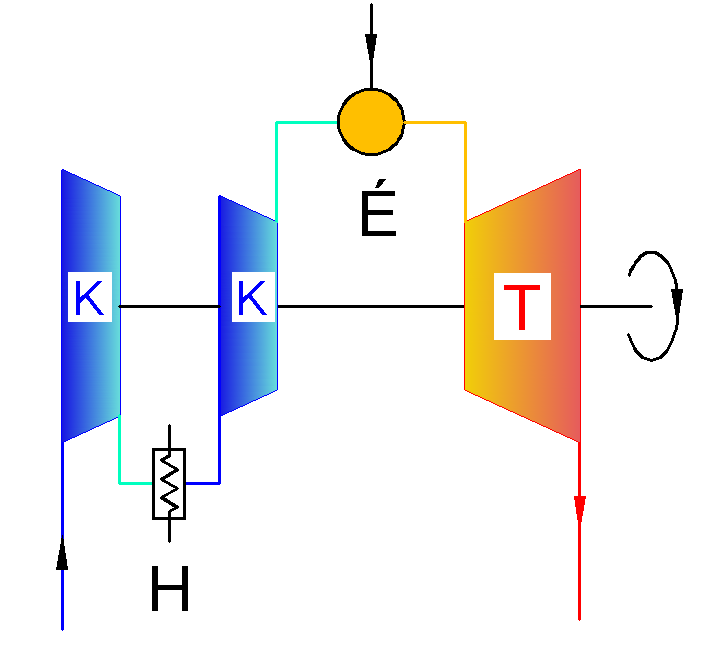
Gázturbina kompresszor fokozatok közötti visszahűtéssel
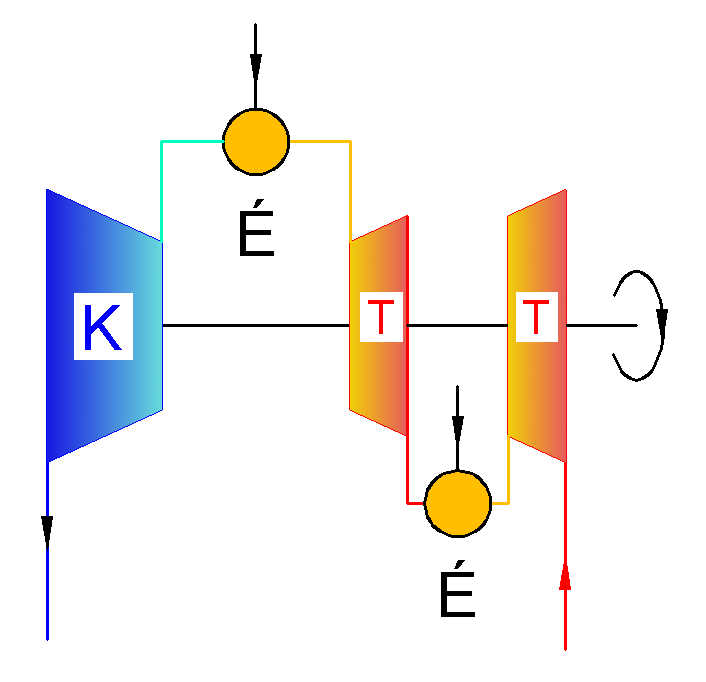
Gázturbina fokozatok közötti újrahevítéssel
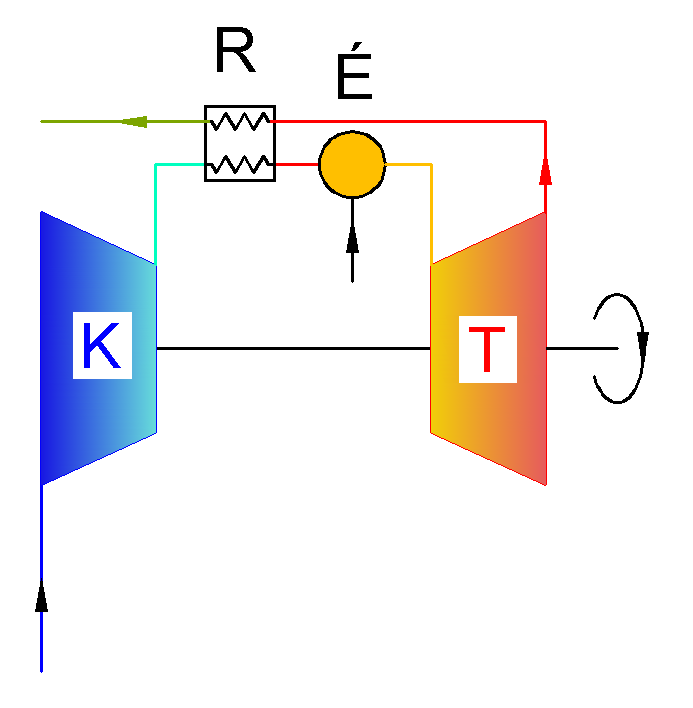
Gázturbina regeneratív hőcserélővel

## Fordított Brayton-ciklus
Ha a Brayton-körfolyamatot fordított irányban működtetjük külső munka bevezetésével és a működő közeg a levegő, akkor léghűtésről beszélünk (Bell Coleman-ciklus.) A sugárhajtású repülőgépeknél használják ezt a hűtési módszert általánosan az utastér légkondicionálására.

## Lásd még
- Gázturbina
- Hőerőgépek
- Termodinamika
- Állapotváltozás